# Unyō (1939)
Unyō – lotniskowiec eskortowy typu Taiyō należący do Japońskiej Cesarskiej Marynarki Wojennej podczas II wojny światowej.

## Konstrukcja i przebudowa
„Yawata Maru” był transatlantykiem zbudowanym przez przedsiębiorstwo żeglugowe Nippon Yūsen. Stępkę pod niego położono w stoczni Mitsubishi w Nagasaki w grudniu 1938 roku, wodowanie odbyło się w październiku 1939 roku, a przyjęcie do służby w lipcu 1940 roku. Został on zarekwirowany przez Japońską Cesarską Marynarkę Wojenną w październiku 1941 roku. Pomiędzy 25 listopada 1941 a 31 maja 1942 roku „Yawata Maru” został przebudowany w porcie w Kure na lotniskowiec. Jego pokład lotniczy miał wymiar 150 × 23 m i posiadał dwie windy lotnicze o wymiarach 12 x 13 m. Podobnie jak inne japońskie lotniskowce nie posiadał katapult. Do wychwytywania lądujących samolotów zastosowano osiem lin hamujących i jedną barierę awaryjną. 31 lipca 1942 został przekwalifikowany na lotniskowiec eskortowy i nadano mu nową nazwę – „Unyō” (雲鷹, „jastrząb rozdzierający chmury„).

## Przebieg służby
„Unyō” w pierwszym okresie swojej służby, czyli w drugiej połowie 1942 roku, służył do przewożenia samolotów na Filipiny oraz do baz na atolu Truk i Rabaul na Nowej Brytanii. W styczniu 1943 roku przeszedł remont w stoczni w Yokosuce, po czym dalej pełnił rolę transportowca sprzętu lotniczego. W ciągu 1943 roku jeszcze dwukrotnie był remontowany, co nie najlepiej świadczyło o jego stanie technicznym. 10 lipca 1943 roku w pobliżu Truk został trafiony przez pojedynczą torpedę wystrzeloną przez okręt podwodny USS „Halibut”. Często pływał ze swoimi okrętami siostrzanymi „Taiyō” oraz „Chūyō”.
19 stycznia 1944 w drodze do Yokosuki został trafiony i ciężko uszkodzony przez trzy torpedy wystrzelone z okrętu podwodnego USS „Haddock”. Podczas postoju w kotwicowisku Garapan na Saipanie 23 stycznia 1944, USS „Halibut” zaatakował ponownie, jednak jego atak został odparty. Po naprawach „Unyō” wrócił do służby w czerwcu 1944.
Następnie w sierpniu i wrześniu „Unyō” brał udział w eskortowaniu konwojów między Singapurem a Japonią. 17 września 1944 został trafiony przez dwie torpedy wystrzelone przez USS „Barb”. Załoga walczyła o utrzymanie „Unyō” na powierzchni oceanu, ale ich działania były daremne. Z około 1000 osób znajdujących się na pokładzie okrętu (członkowie załogi i pasażerowie), 761 zostało uratowanych.